# サンライズマナー (ネバダ州)
サンライズマナー（英: Sunrise Manor）は、アメリカ合衆国ネバダ州クラーク郡のラスベガス都市圏に位置する国勢調査指定地域（CDP）である。ラスベガス市の直ぐ東でフレンチマン山の西側麓に位置している。2010年の国勢調査での人口は189,372人である。サンライズマナーが市になれば、ネバダ州でも第5位の大きさとなる。急成長するラスベガス都市圏にあるために1990年から2010年までの20年間で人口がほぼ倍増した。

## 地理

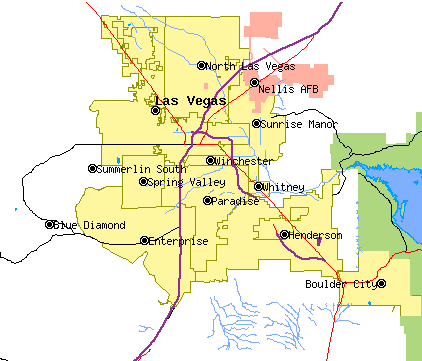
ラスベガス大都市圏

サンライズマナーは北緯36度10分32秒 西経115度3分35秒 / 北緯36.17556度 西経115.05972度 (36.03972, -114.98111)に位置する。アメリカ合衆国国勢調査局に拠れば、市域全面積は38.2平方マイル (99.1 km2)であり、すべて陸地である。

## 人口動態
以下は2000年の国勢調査による人口統計データである。
| 基礎データ - 人口: 156,120人 - 世帯数: 53,745世帯 - 家族数: 38,535家族 - 人口密度: 1,575.9人/km2（4,081.8人/mi2） - 住居数: 58,410軒 - 住居密度: 589.6軒/km2（1,527.1/mi2） 人種別人口構成 - 白人: 63.47% - アフリカン・アメリカン: 12.89% - ネイティブ・アメリカン: 0.98% - アジア人: 6.41% - 太平洋諸島系: 0.46% - その他の人種: 10.13% - 混血: 4.67% - ヒスパニック・ラテン系: 20.72% | 年齢別人口構成 - 18歳未満: 29.7% - 18-24歳: 9.8% - 25-44歳: 31.3% - 45-64歳: 20.0% - 65歳以上: 9.2% - 年齢の中央値: 32歳 - 性比（女性100人あたり男性の人口） - 総人口: 99.4 - 18歳以上: 97.0 世帯と家族（対世帯数） - 18歳未満の子供がいる: 37.9% - 結婚・同居している夫婦: 49.3% - 未婚・離婚・死別女性が世帯主: 15.6% - 非家族世帯: 28.3% - 単身世帯: 20.3% - 65歳以上の老人1人暮らし: 6.0% - 平均構成人数 - 世帯: 2.88人 - 家族: 3.32人 |

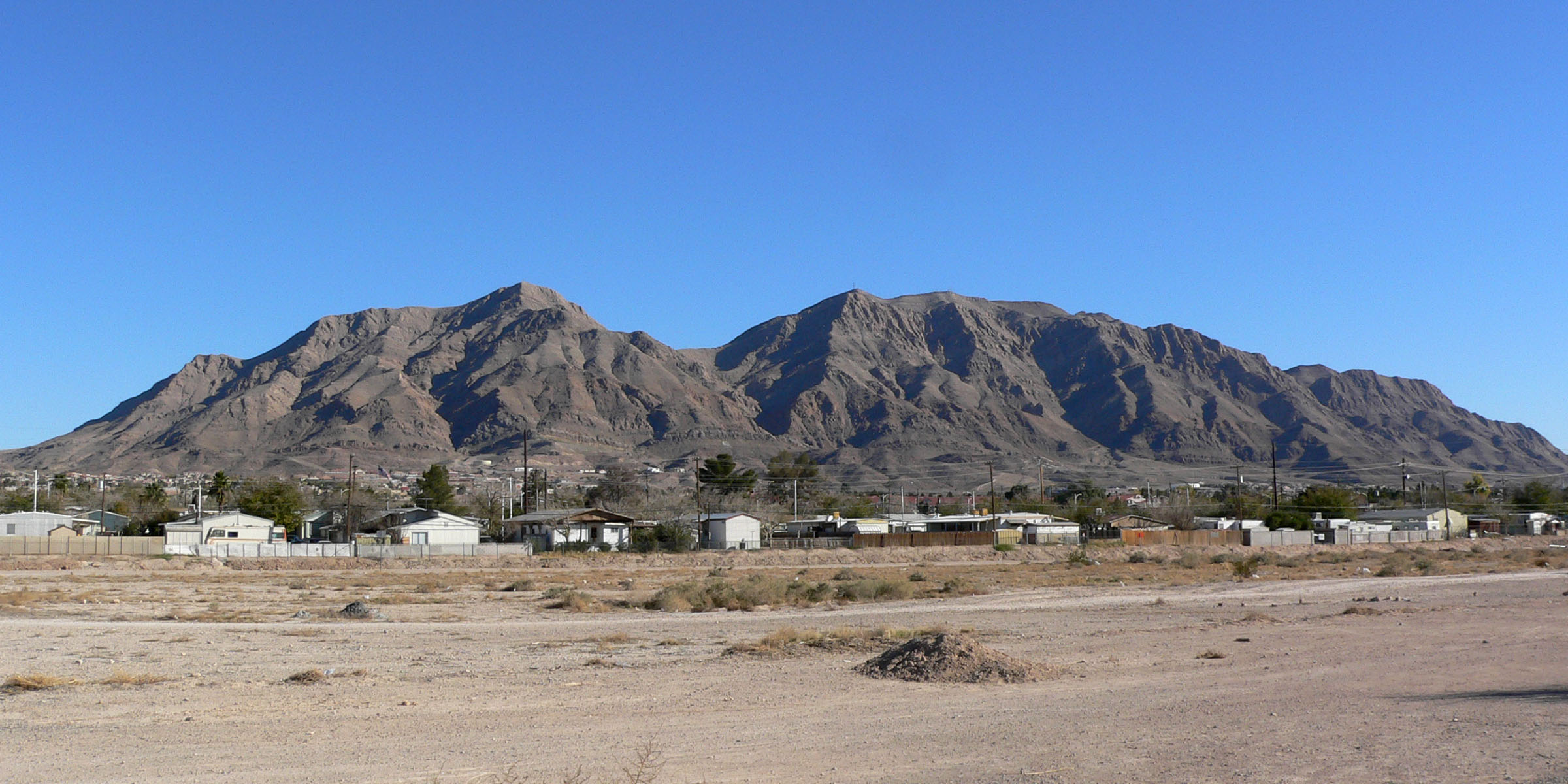
フレンチマン山

### 収入
収入と家計
- 収入の中央値
  - 世帯: 41,066米ドル
  - 家族: 44,339米ドル
  - 性別
    - 男性: 31,175米ドル
    - 女性: 24,605米ドル
- 人口1人あたり収入: 16,659米ドル
- 貧困線以下
  - 対人口: 12.8%
  - 対家族数: 10.4%
  - 18歳未満: 17.0%
  - 65歳以上: 7.0%

## ランドマーク
市内には1989年12月16日に落成した末日聖徒イエス・キリスト教会のラスベガス・ネバダ寺院がある。
サンライズマナー地域の公立高校生はエルドラド高校、ラスベガス高校およびサンライズ・マウンテン高校の何れかに通っている。1973年に開校したエルドラド高校はこの3校の中では最古である。ラスベガス高校は1993年に開校しており、サンライズ・マウンテン高校は2009年に開校したばかりである。